# 三灣庄
三灣庄為台灣日治時期1920年至1945年間存在之行政區，轄屬新竹州竹南郡，即今苗栗縣三灣鄉。

## 行政區劃
三灣庄在臺灣日治時期行政區劃的十二廳時期原屬新竹廳竹南一堡之三灣庄、北埔庄、崁頂藔庄、銅鑼圈庄、內灣庄、下林坪庄、大河底庄、永和山、大坪林。1920年10月，上述9庄合併為三灣庄，轄域內分為三灣、北埔、崁頂寮、銅鑼圈、下林坪、內灣、大河底、永和山、大坪林等9個大字。
- 銅鑼圈大字下有「大銅鑼圈」、「小銅鑼圈」小字名[2]

## 設施
- 三灣役場
- 三灣信用購買販賣利用組合
- 三灣公學校→三灣國民學校（今苗栗縣三灣鄉三灣國民小學）
- 大河底公學校→大河底國民學校（戰後為大河國小，於2014年整併至三灣國小）